# Assaf Messerer
Assaf Mikhaïlovitch Messerer (en russe Асаф Михайлович Мессерер) est un danseur et pédagogue russe né à Vilnius (Lituanie) le 19 novembre 1903 et mort le 7 mars 1992.
De 1919 à 1921, il étudie à l'école de ballet du Théâtre Bolchoï avec Mikhail Mordkin. Il rejoint le Bolchoï en 1921 et ne le quittera plus jusqu'en 1954, devenant l'un des solistes principaux de la compagnie.
Il est surtout connu comme professeur et enseignant : il a été le chorégraphe et maître de ballet attitré du Bolchoï et il a enseigné au Ballet du XXe siècle (1961-1962). Parmi ses élèves on peut mentionner Pavlo Virsky et Māris Liepa.
Son livre Leçons de danse classique (Уроки классического танца, Moscou, 1967) est une étude complète de la technique du ballet et est encore en usage de nos jours.
Messerer était le frère de la danseuse Sulamith Messerer et l'oncle de Maïa Plissetskaïa.